# Twist (Alemania)
Twist es un municipio en el distrito de Emsland, en Baja Sajonia, Alemania. Está situada con la frontera de Holanda.

## Historia
Hoy en día el área donde es el municipio de Twist, se estableció tarde alrededor de año 1764.  El príncipe-obispo de Münster Max Franz satisfizo los deseos de  "Heuerleute", un granjero humilde, para que se estableciera en el pueblo cercano Hesepe en bog "Twist". Esto era el punto de partida del establecimiento en la Twist, para ser más preciso esto comienza en la calle de casas lo que es llamado "Alt-Hesepertwist"  el día de hoy. La tierra era en ese momento infértil debido a su composición y solo permitía un sustento pobre por el cul las personas no vivían cómodamente. La construcción del canal "Nord-Süd-Kanal" aproximadamente 100 años más tarde atrajo mejoras significativas en calidad de la vida de la gente, debido a que el canal permitía un drenaje sistemático y removía la turba. 
En los años 1950 finalmente vino el renacimiento económicamente debido a que se encontró grandes embalses de petróleo y a la puesta en marcha de la compañía de plásticos holandesa Wavin. Estos dos factores fueron durante algunas décadas las fuerzas impulsoras para la subida económica de la Twist.
En 1986 Twist celebró su 200 aniversario. Las fiestas de aniversario finalizaron con un desfile que trataban de la historia y de las circunstancias actuales de Twist. 
Por ejemplo, uno de los numerosos desfiles mostró una réplica detallada de la iglesia de St. Georg (iglesia más grande de Twist).
En los años 1990 estas dos columnas de la economía de Twist se vieron cada vez en más dificultades y muchas personas perdieron sus empleos. Con la terminación de la autopista 31 al final de la década de 1990. Esta evolución negativa fue detenida por la ubicación de nuevas empresas, especialmente en la zona industrial cerca de la autopista.
En agosto / septiembre de 2011 Twist celebró su 225.º aniversario. El festival de 10 días de duración comenzó con un (Twist Show) "Twist - Schau”. Este espectáculo se llevó a cabo como una obra de teatro en lengua alemana baja y contando la historia de Twist en una forma humorística, con sus buenos tiempos, sino también las condiciones de vida muy duras de los primeros colonos, la pérdida de miembros de la familia durante la Segunda Guerra Mundial y la prosperidad próxima causada por el rápido crecimiento económico de los últimos 60 años que ofrece a las personas de alrededor de 30 diferentes naciones un nuevo hogar en Twist.
Uno de los siguientes días de festival tenía como tema como " Tag der Vereine " (Día de las Asociaciones ) que presenta todas las asociaciones deportivas , culturales y de bienestar de Twist. 
Se mostró la amplia gama de actividades de tiempo libre y pasatiempos. Otro lema de uno de los días del festival fue "Twist macht Musik" (Twist reproduce música) donde todos los coros de Twist realizaron sus canciones y dejaron al público muy impresionado .
Parte del festival fueron también los conciertos de bandas de covers de Queen y Pink Floyd. El festival finalmente terminó mediante la presentación de un concurso relacionado con los desarrollos históricos y actuales de Twist.

## El origen del nombre
El origen del nombre de la Twist no tiene nada que ver con el estilo de baile del mismo título. Debido a un largo desacuerdo con el Reino de Holanda sobre la forma en la frontera entre ambos países debe tomar era el uso del lenguaje común para hablar de " Twistrich " o "Twist Gebiet " (área de Twist ) . En el bajo alemán " Twistrich " o "Twist Gebiet " tiene un significado similar a " disputa de frontera”. Este lenguaje fue la lengua oficial en ese momento y es todavía parcialmente en uso.
El nombre se pronuncia mal comúnmente los lugareños lo pronuncian " Tweest”. 
Nuevos resultados de investigación de Jürgen Udolph , un científico conocido en el campo de la onomástica , muestra que el nombre de Twist probablemente tiene su origen en las palabras " twistel " en el sentido de " Zwiesel " o " Zweiung " , que significa que algo está en una bifurcación . En este sentido también palabras como " zwieträchtig “, " twisten " y " en Zweispalt , Streit sein " ( en español : discrepancia , controversia ) pertenecen a la explicación del origen del nombre de Twist. La conclusión de Udolph es, que el nombre de Twist significa algo así como " establecimiento separado, un lugar situado a una (corriente) de bifurcación”.

## Puntos de referencia

### Iglesia de St. Vinzenz von Paul zu Hebelermeer
La iglesia parroquial en el distrito Heblermeer que contiene dos bustos rococó de Ignacio de Loyola y Francisco de Xavier creadas por el escultor Johann Heinrich König (1705-1784 ).

### Iglesia St. Franziskus
En diciembre de 1928, la construcción de la iglesia comenzó. El arquitecto Theo Burlage diseñó la iglesia en el estilo del expresionismo. Un año después de comenzar la construcción la primera misa en la iglesia se celebró el 8 de diciembre de 1929. En agosto de 1930 el obispo Berning consagró la iglesia. El crucifijo del altar fue diseñado por Wolfdietrich Stein. Con una altura de 5 metros que llena la altura completa y anchura del santuario.
La torre de la iglesia tiene caras de reloj en tres de sus lados. Al contrario de esferas de relojes ordinarios, éstos no muestran los números. La figura superior es una cruz del hierro con la fecha de 1914 y 1918 (duración de la Primera Guerra Mundial). Las otras 33 figuras en las caras de reloj son las etiquetas conocidas con los nombres de los soldados muertos en acción desde los pueblos y Schönighsdorf Provinzialmoor.

### Iglesia protestante en Neuringe
Una característica excepcional es la iglesia protestante en el distrito de Neuringe, porque esta iglesia cuenta con uno de los órganos más antiguos y valiosos (construido en 1719 ) de la iglesia protestante nacional. La iglesia fue construida en el año 1904. Como en muchos pueblos en ese momento, no había dinero, tanto para la construcción de la iglesia y la compra de inventario. Por lo tanto, se compró un órgano usado . A veces, como en este caso, los órganos usados tienen un valor más alto hoy en día ya que se construyeron en la década de 1900.

### Centro de Twist
En el centro del municipio de la Twist de numerosos negocios se encuentran, tales como supermercados, agencias de viajes, un banco y entre otros. También el ayuntamiento y la estación de policía está situado en el centro de la Twist. Una atracción especial en el centro es el museo para el petróleo crudo y el gas natural ( Erdöl - Erdgas - Museo de la Twist ) y también el "Twist Heimathaus ". Twist Heimathaus es conocido por sus legendarios conciertos de blues, folk y jazz.

### Paisaje
En 2006 los condados alemanes Emsland y Grafschaft Bentheim fundaron junto con el condado holandés Drenthe el " Internationaler Naturpark moro " ( Parque natural Internacional del pantano ). Este parque se extiende por grandes partes de la Twist. El parque cuenta con una biota única y es la zona de invernación para numerosas aves migratorias de cada año. Desde el establecimiento y la cultivación en el siglo XIX , el área fue una de las mayores zonas de turba en Europa con un tamaño de más de 1.200 km ². En los últimos años, varios proyectos han comenzado a bloquear zanjas y generar una reducción de agua en la zona durante la renaturalización . Un ejemplo muy exitoso para la renaturalización en el parque natural es la parte holandesa del parque, donde ya en la década de 1960 comenzaron los primeros proyectos y condujeron a una zona de musgo de turba totalmente restaurada, donde las plantas y los animales muy raros encontraron un nuevo hogar.

## Actividades recreativas y Cultura

### Cultura
El "Twist Heimathaus" es una antigua casa de una vieja granja reconstruida situada en el centro de Twist . Es conocido por tipo de música blues y los conciertos populares que también se llevan a cabo varias veces al año. Sin embargo, varios eventos especialmente para los niños también están organizados por el equipo de la "Heimathaus Twist". Directamente al lado de la "Twist Heimathaus" del museo para el petróleo crudo y el gas natural se puede encontrar. Muestra varias exposiciones sobre este tema y el desarrollo histórico de la extracción de petróleo crudo y gas natural. La industria del petróleo y el gas natural crudo tiene una larga historia en la zona de Twist por esta razón era a veces llamado el Texas alemán.

### Actividades recreativas
En todos los distritos de Twist hay varios clubes deportivos donde el fútbol es el deporte dominante, pero el baloncesto, tenis de mesa, danza competitiva, montar a caballo, natación, tenis y balonmano también se pueden practicar. 

Galería de Twist
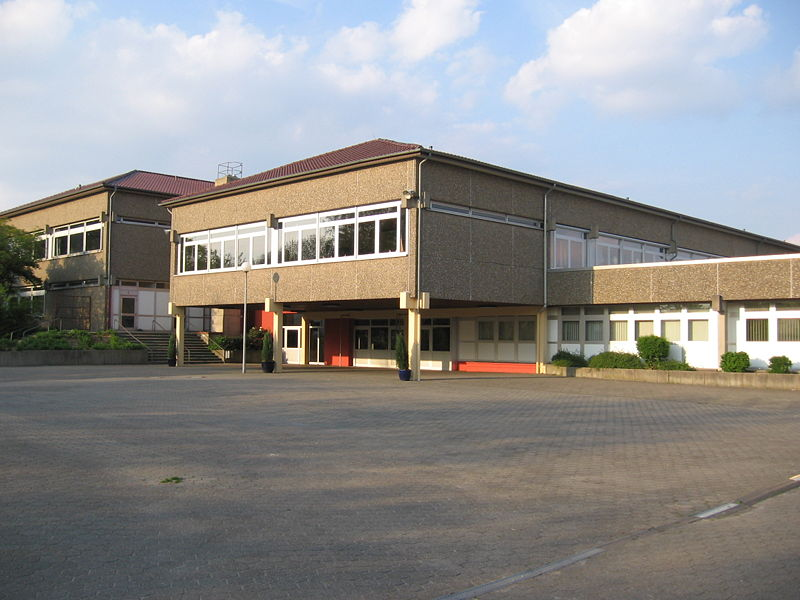
Escuela media "Schule am See" (Escuela del lago)
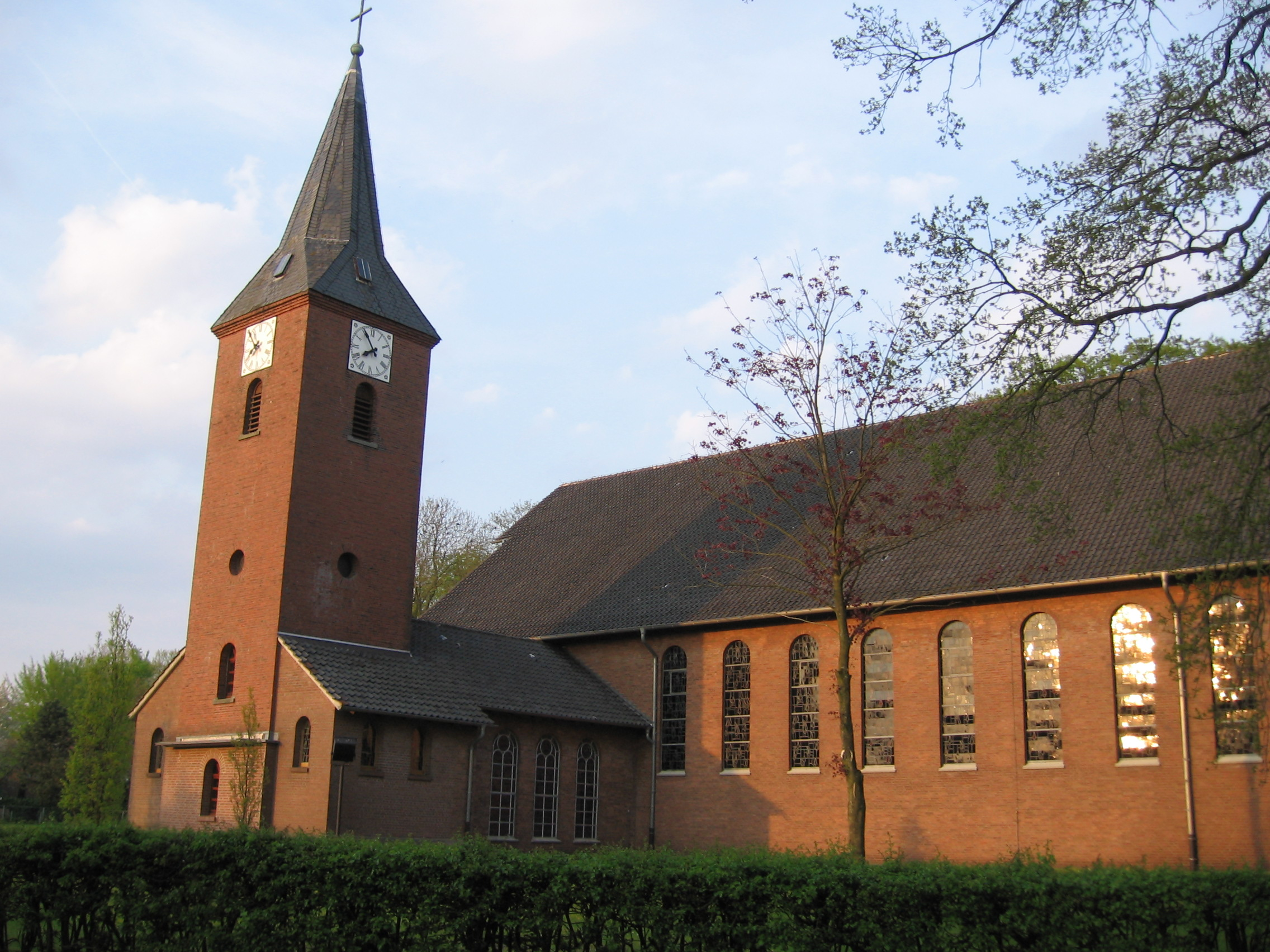
Iglesia católica St. Georg (Barrio Twist-Bült)
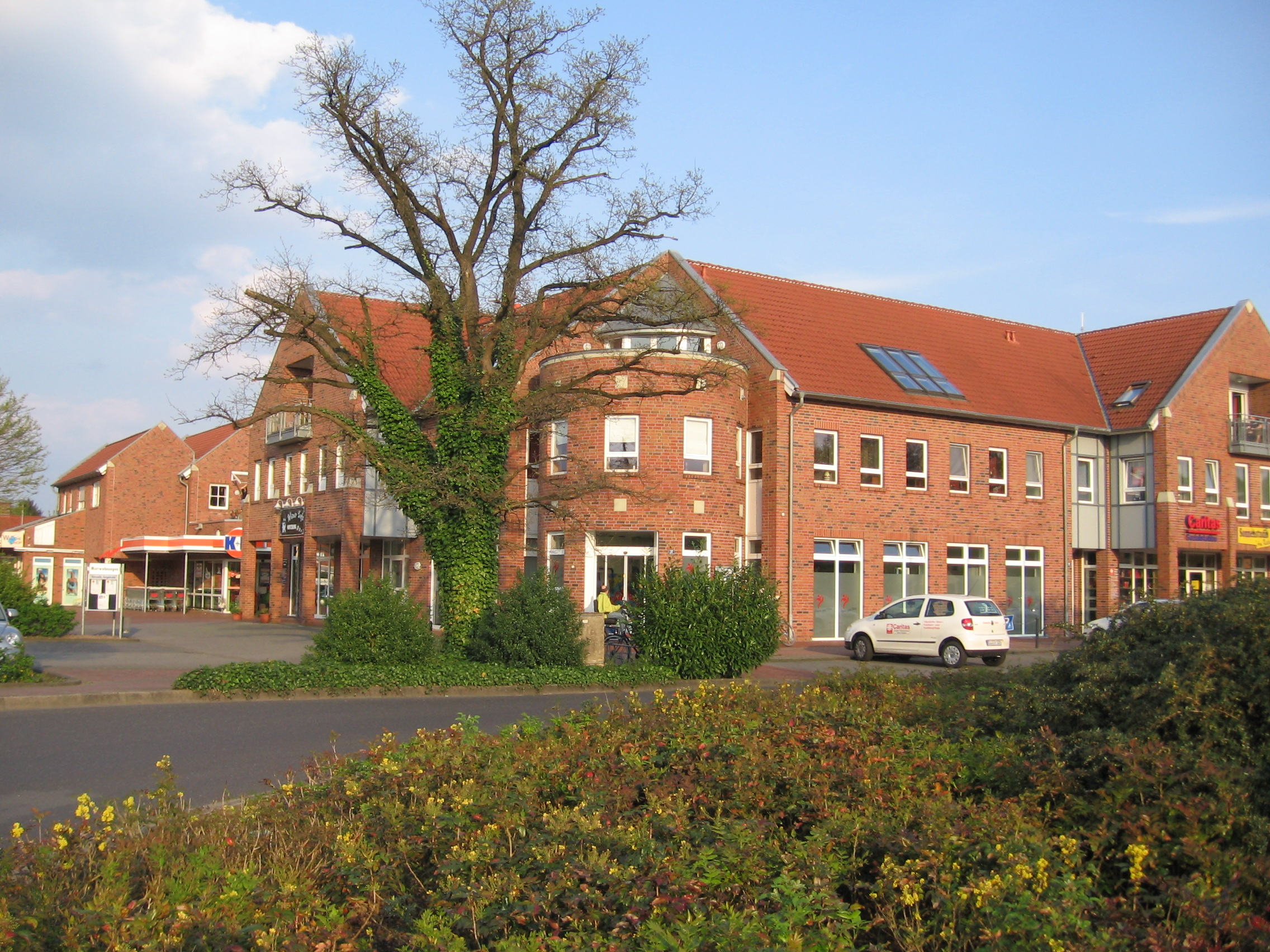
Casa comercial en el centro de Twist (Twist-Mitte)
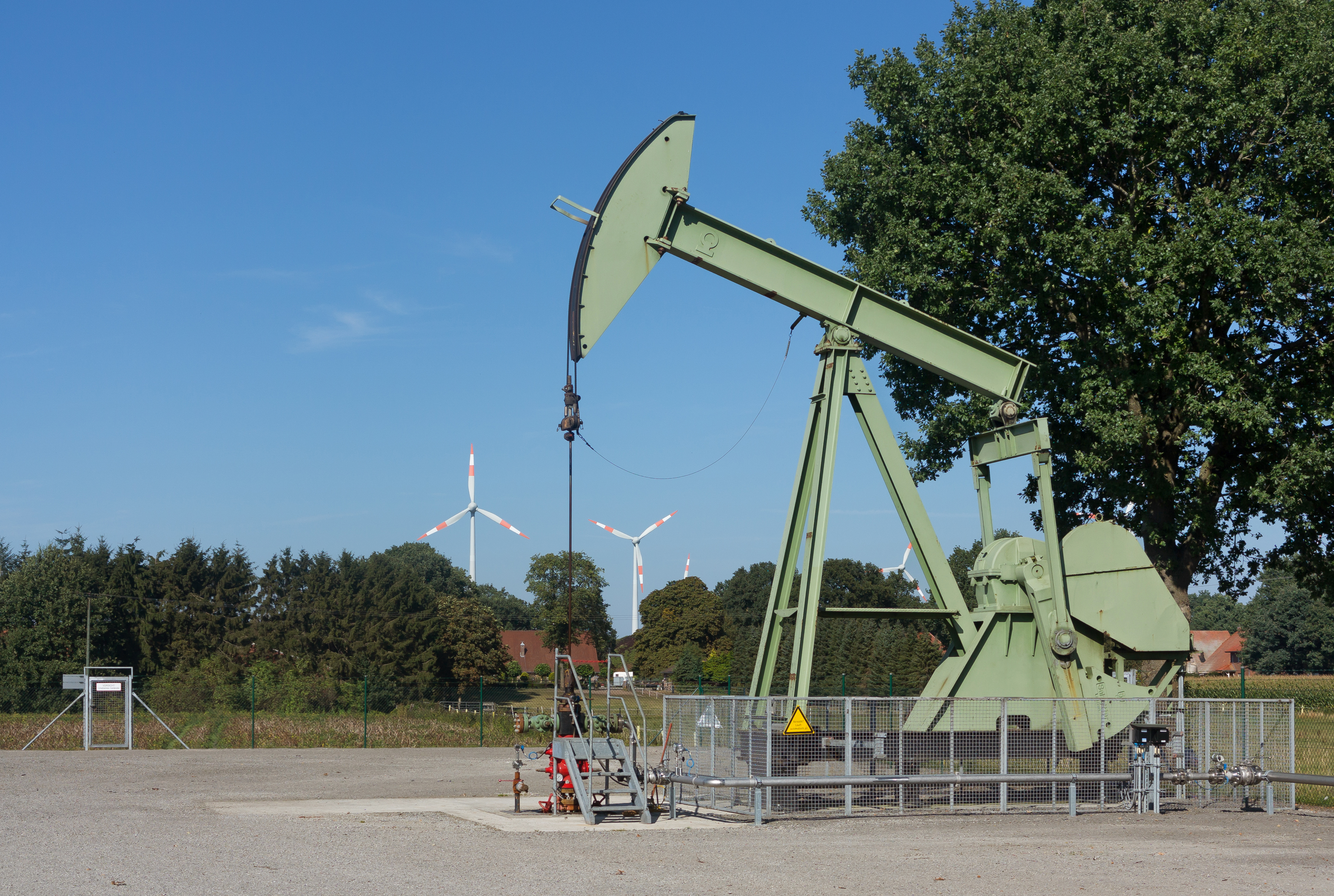
Vieja y nueva energía entre Twist y Nieuw Schoonebeek
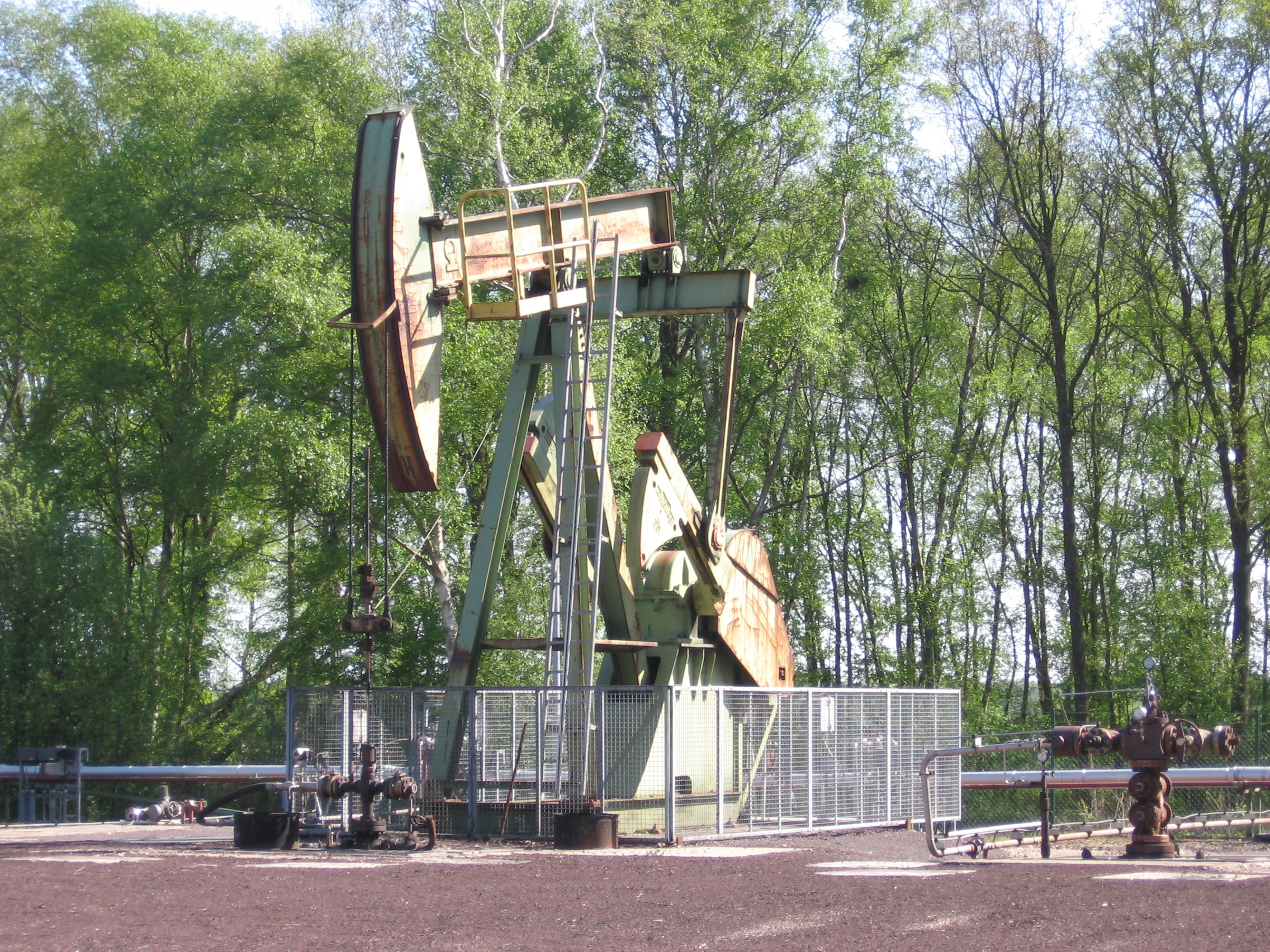
Bomba por mantener aceite crudo
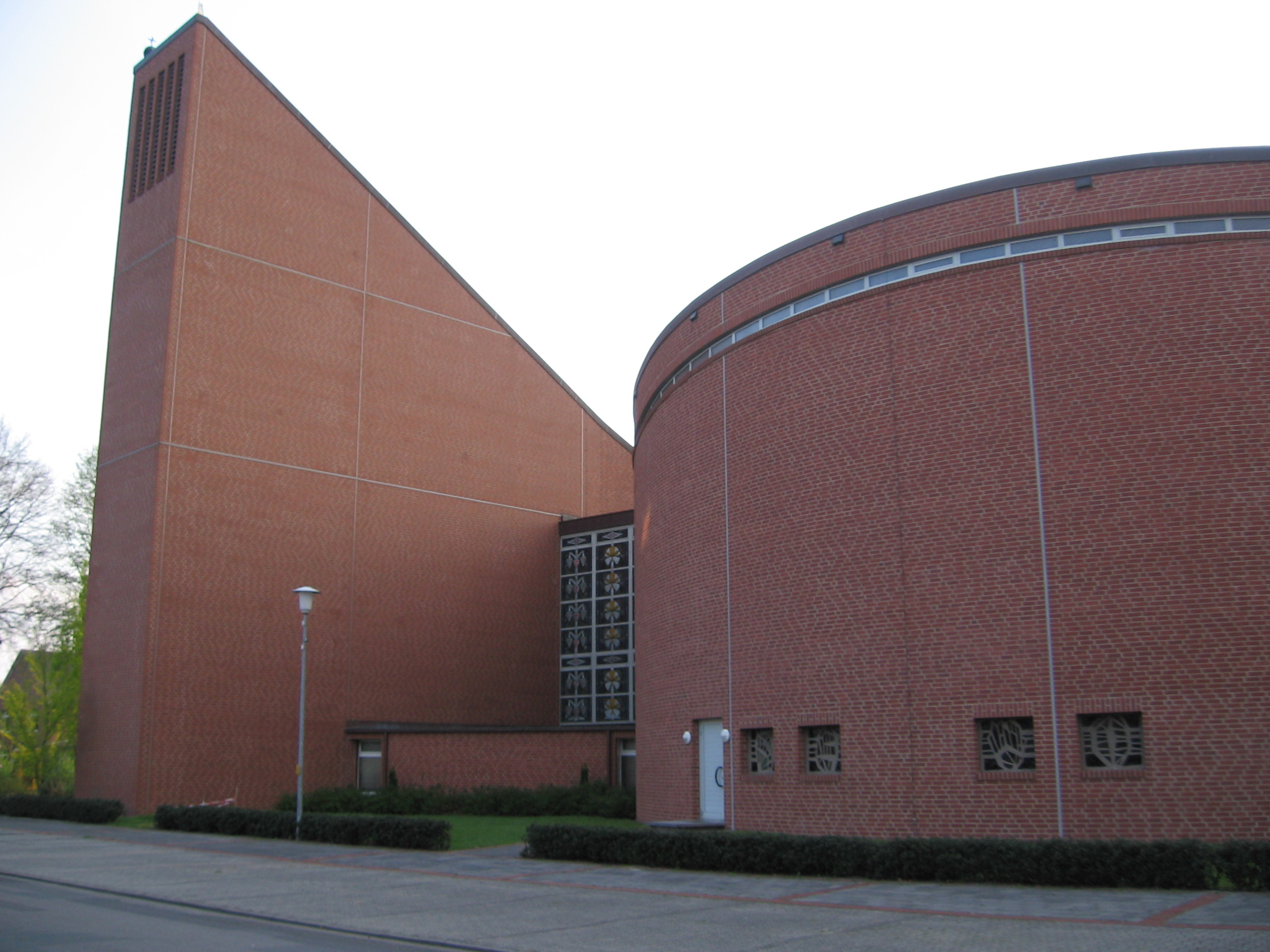
Iglesia católica St. Ansgar (Barrio Twist-Siedlung)
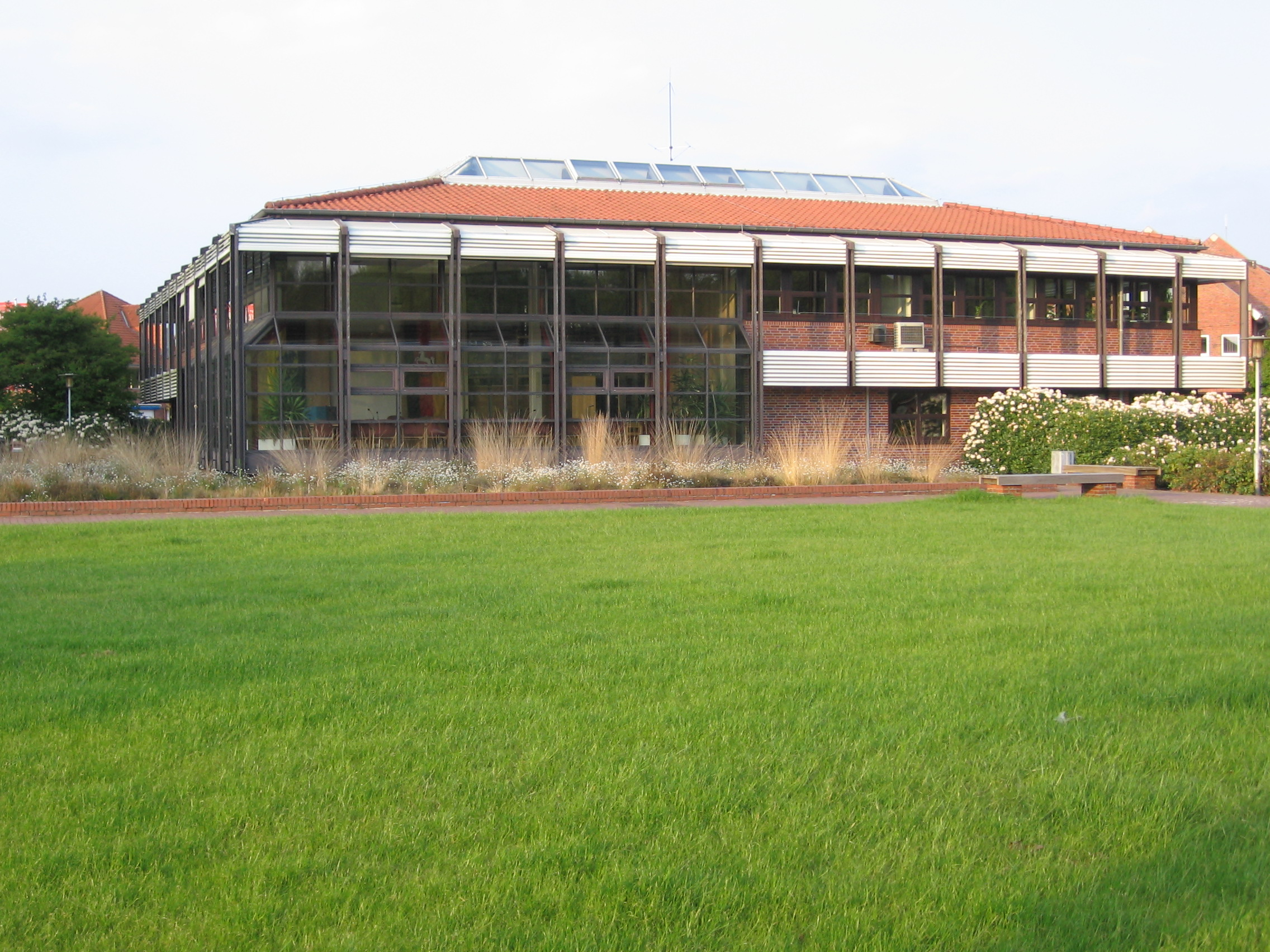
El ayuntamiento de Twist (Twist-Mitte)
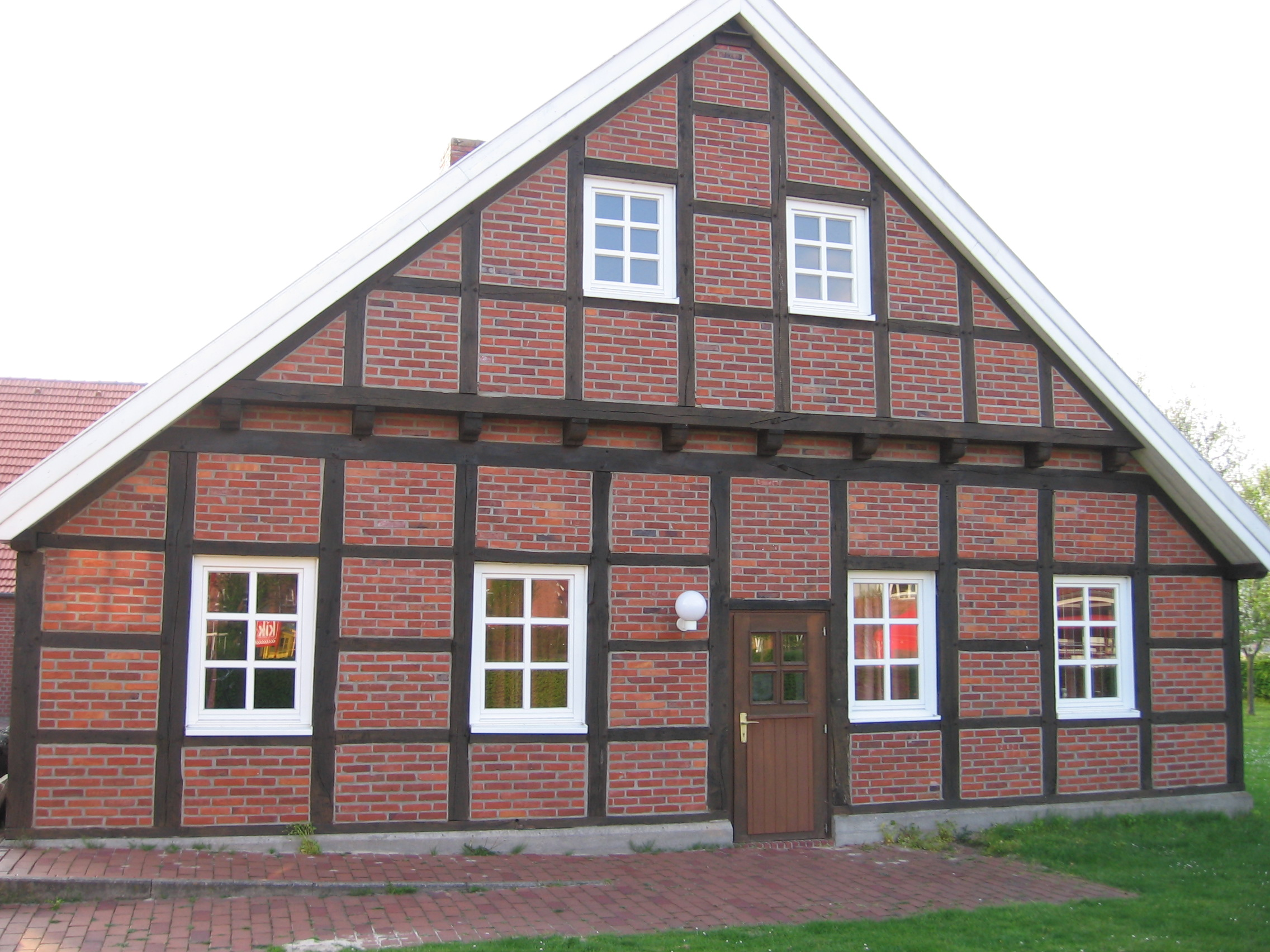
Heimathäuser (Twist-Mitte) famosa por legendaria Blues conciertos y Jazz noches
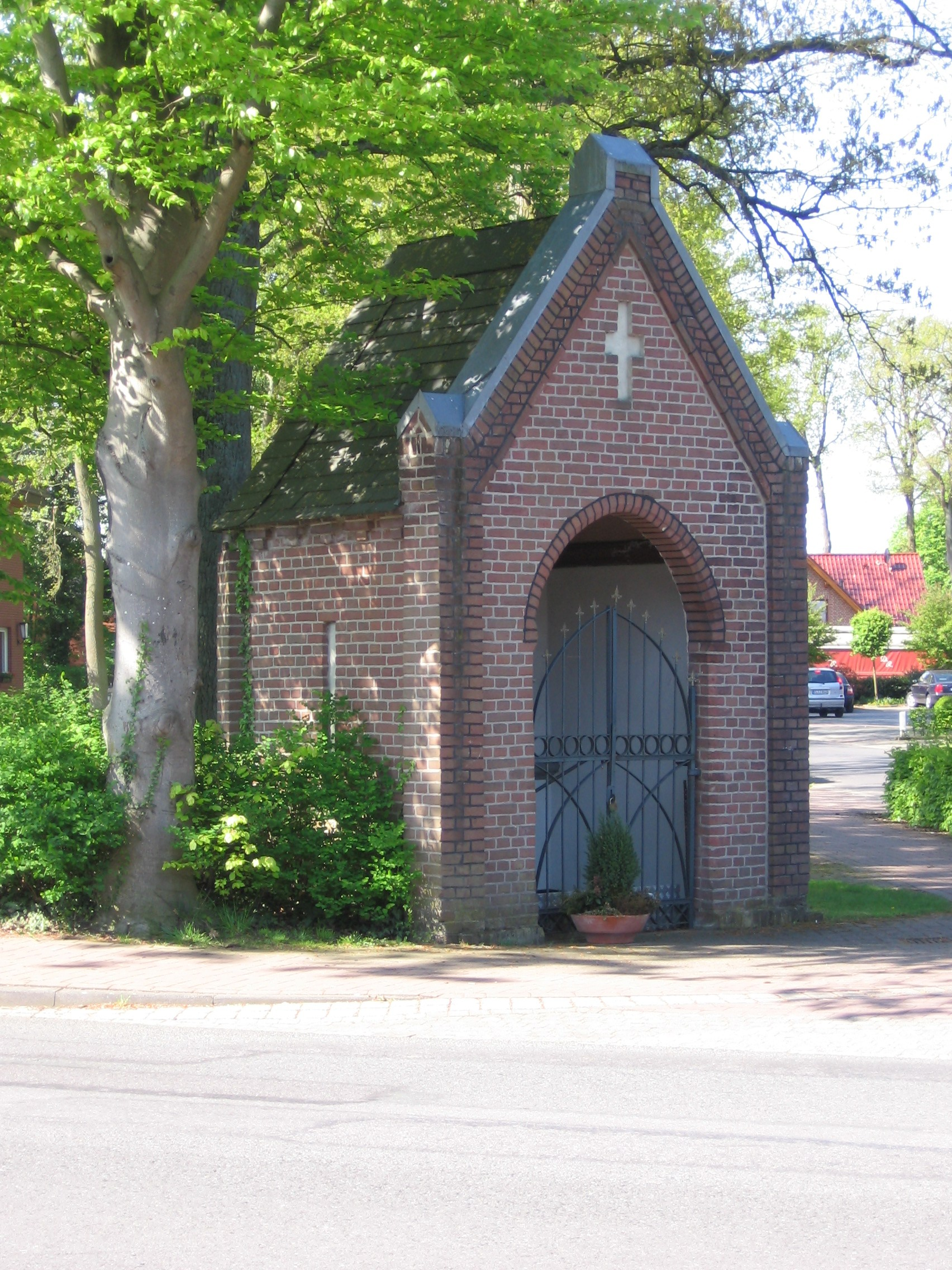
Gruta en el barrio Twist-Bült
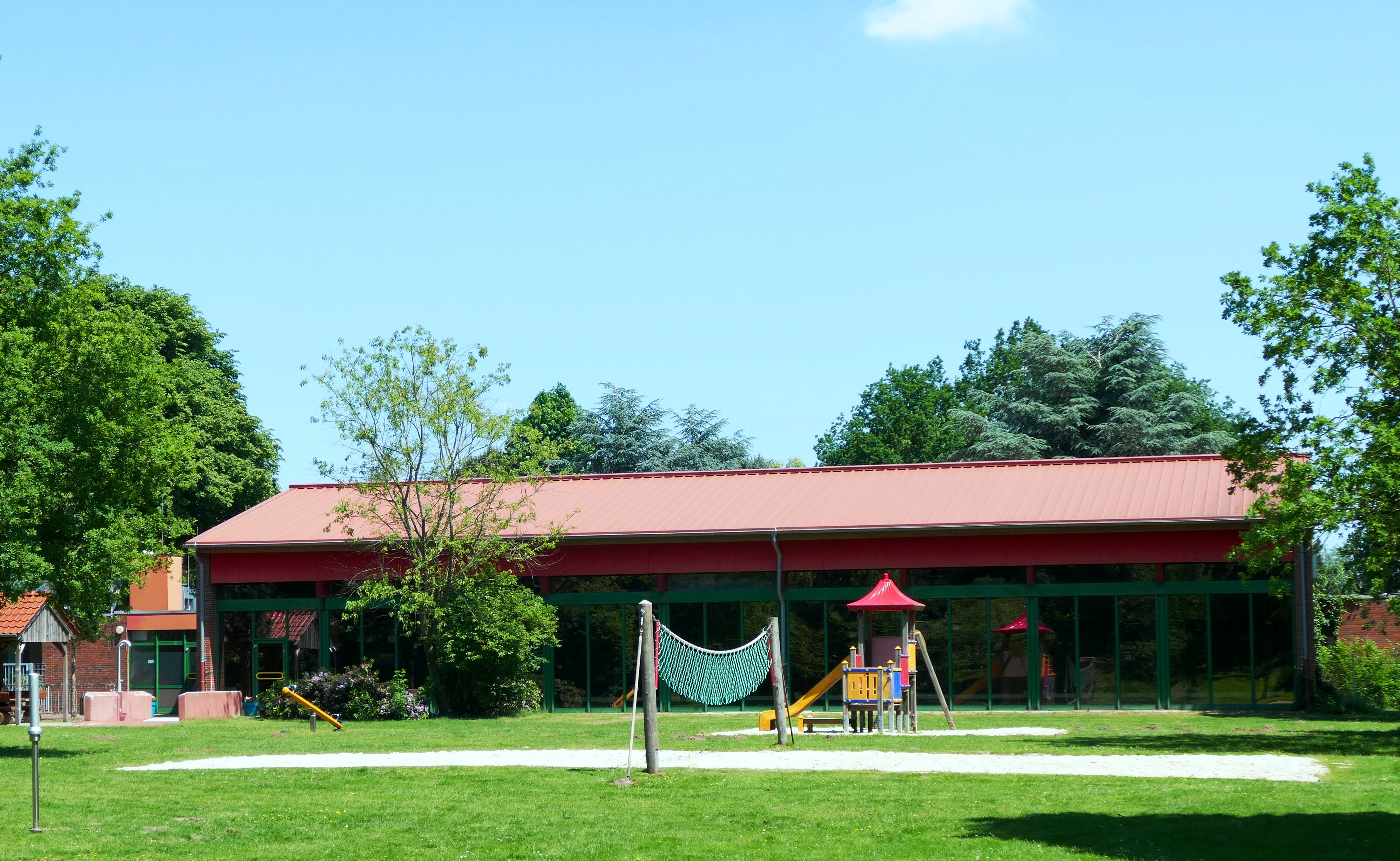
Pública piscina cubierta (Twist-Mitte)
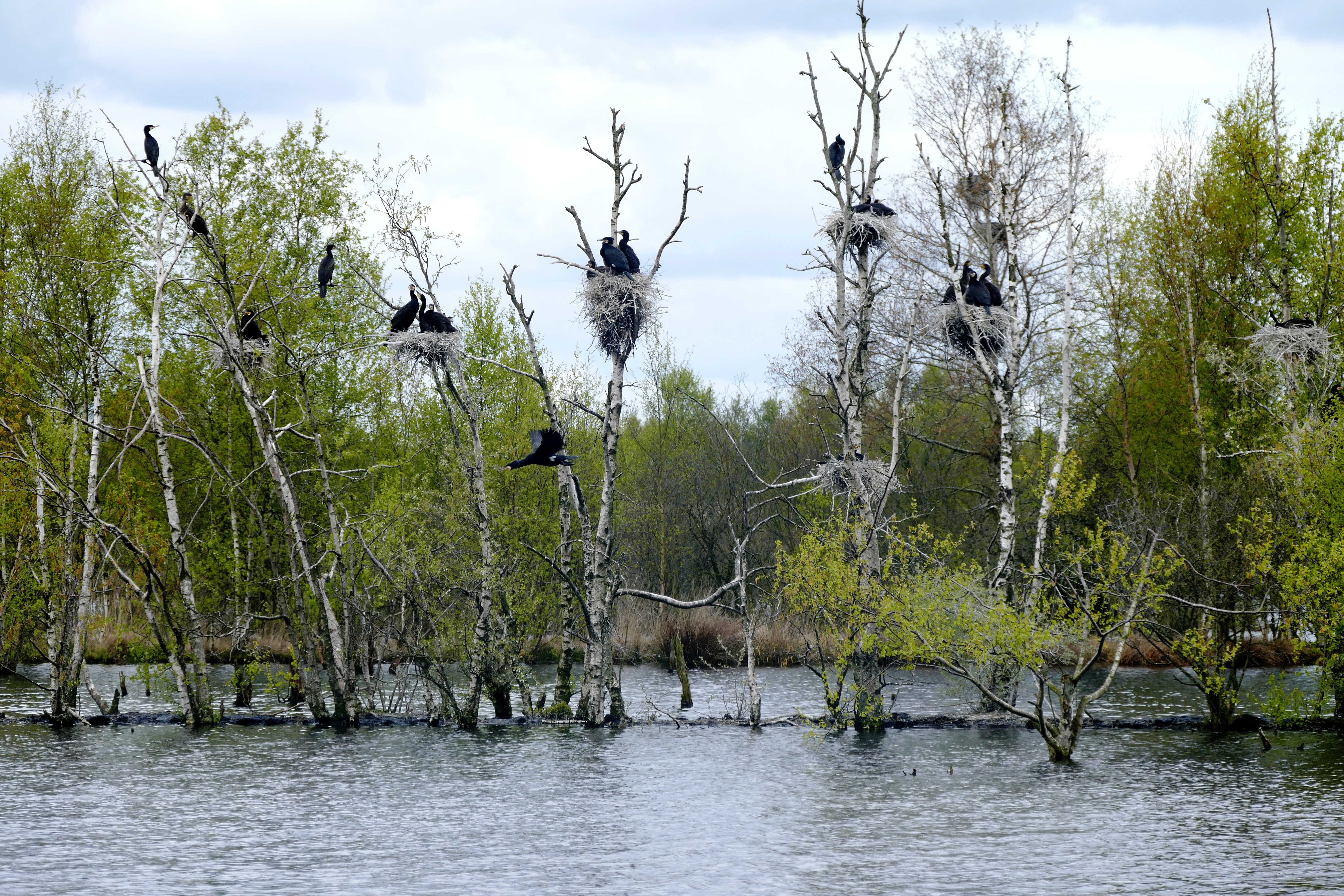
Phalacrocorax carbo (Internationaler Naturpark Moor)
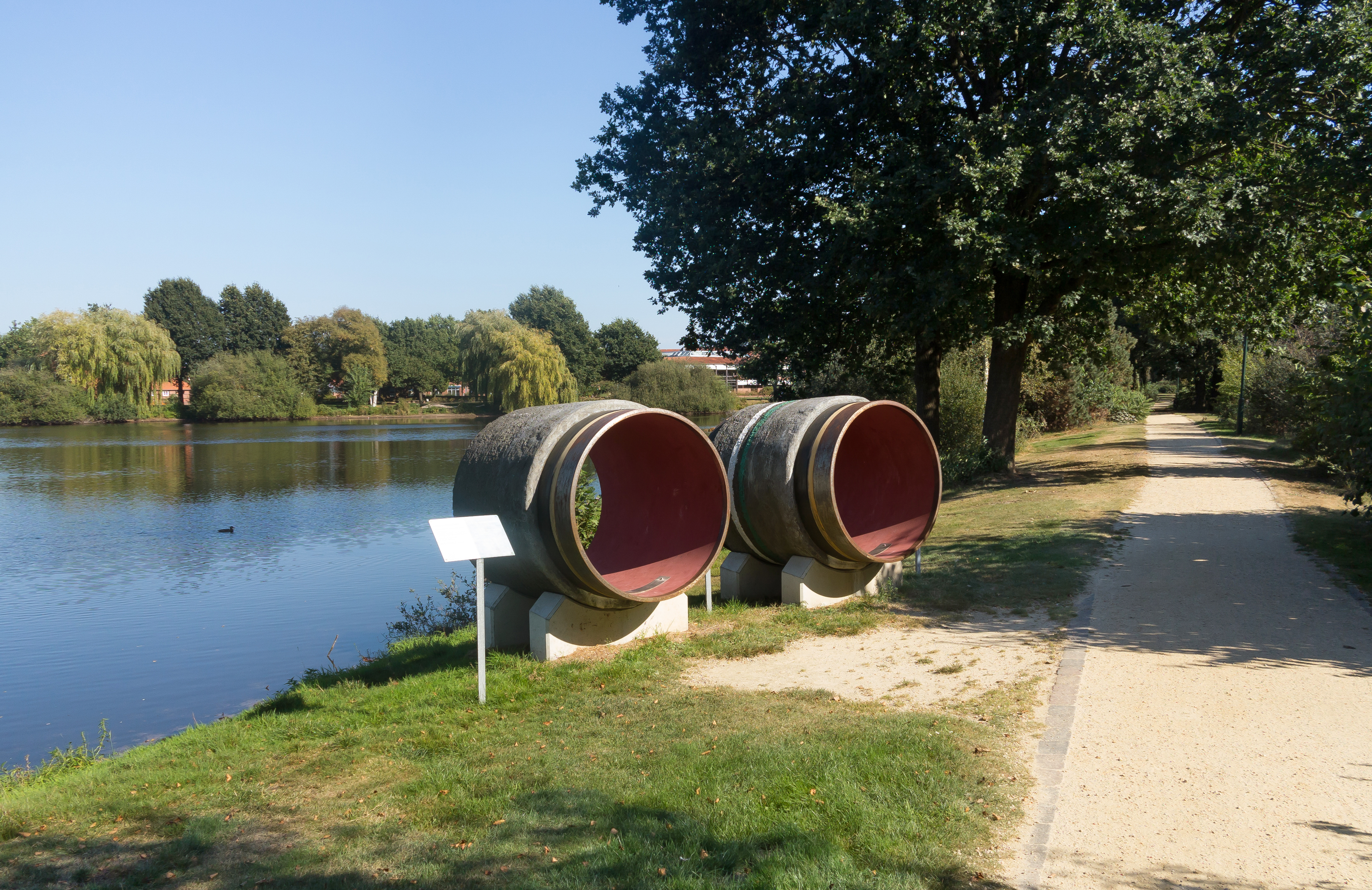
Escultura de Nord Stream Doppelpipeline
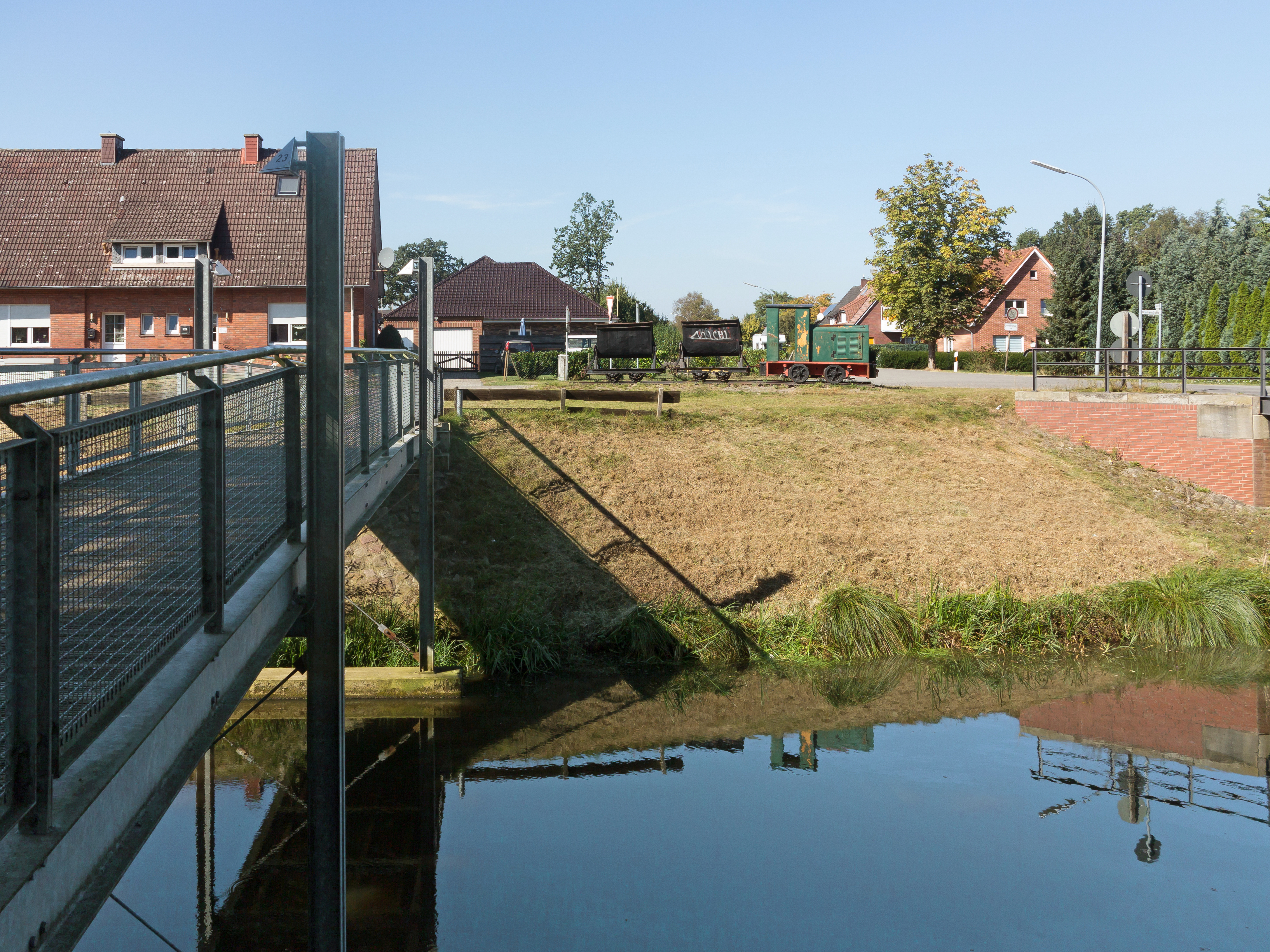
Pasarela sobre el Süd-Nord Kanal eo Adorf

## Política familiar
En mayo de 2007 el Ayuntamiento decidió medidas para apoyar a las familias con niños. Las familias con dos o tres niños reciben una concesión especial en un terreno de construcción para una casa de una sola familia. Familias con cuatro hijos reciban una obra de construcción de forma gratuita. Para esta regla aplica hasta el 31 de diciembre de 2009 a los niños que son menores de 15 años y nacido en los primeros 10 años después de la compra.

## Economía e infraestructura

### Tráfico por carro
Twist tiene una conexión directa con la autopista 31, que actúa como ruta norte-sur entre el Mar del Norte y el Ruhr. Twist también está conectado a Europastrasse 233 que se construyó en el lado alemán como una autopista al punto de conexión con la autopista 31 y en el lado holandés que ya tiene la autopista A 37. Este Europastraße ( E 233 ) conecta la metrópolis Róterdam, Ámsterdam con Hamburgo y, finalmente, los países escandinavos. En el lado alemán se intenta en los próximos años seguir el lado holandés para convertir la distancia de la carretera en una autopista.

### Por Aire
El aeropuerto internacional más cercano es el aeropuerto internacional de Münster Osnabrück, en la ciudad alemana Greven . El aeropuerto está a unos 90 km de Twist y de fácil acceso mediante el uso de la autopista 31 y cambiando después a la autopista 30. Düsseldorf es el centro internacional más cercano para vuelos intercontinentales. La distancia al aeropuerto es de aproximadamente 170 km (1,5 horas en coche) y para toda la distancia de recorrido es posible utilizar la autopista. El aeropuerto internacional de Düsseldorf se puede llegar directamente en la autopista 31 y después de cambiar a la autopista 44, dejando en el aeropuerto de salida (Ausfahrt Flughafen). Aeropuerto Schiphol de Ámsterdam es otro aeropuerto cercano. El aeropuerto se encuentra a unos 200 km de distancia y de fácil acceso a la autopista holandesa. La autopista holandesa A 37 inicia en Twist y se puede utilizar hasta llegar al aeropuerto. 

### Economía
Hasta mediados de la década de los noventa, el petróleo crudo, gas natural, y la industria de la turba dominaban la economía en el Twist. Muchos empleados perdieron todo en este sector de trabajo en ese momento. Desde entonces, muchas empresas pequeñas y medianas se han establecido en la zona de Twist especialmente en el parque industrial de la autopista. El mayor empleador en Twist es la empresa holandesa Wavin. Esta compañía es líder del mercado europeo para los sistemas de tuberías de plástico.

### Turismo
En los últimos años el turismo se ha convertido en un factor importante, donde el foco del turismo está en el distrito de Neuringe. Además de varios pisos de vacaciones también hay un campamento con un lago para el baño público y una granja para montar a caballo. Especialmente este parque temático de la granja goza de gran popularidad entre los más pequeños. Por otra parte, dentro del ámbito de esta granja es un parque infantil interior, que es especialmente adecuado para los niños hasta la edad de 12 años.

## Educación
Twist tiene 5 escuelas primarias y una secundaria. Después de un reemplazo más grande y edificio de nueva construcción en 2007, este Secundaria actúa hoy en día como la escuela a tiempo completo. En 2009 las escuelas primarias también se transformaron en todas las escuelas de tiempo completo. Al llevar a cabo la modernización de las escuelas se garantiza hoy en día que los estudiantes reciben una comida caliente y son supervisados durante el día.

## Internet
- Website official (en alemán)
- Website de Heimathaus Twist un cultural institution famoso por Blues conciertos (en alemán)
- Website de Museo de aceite crudo y gas natural (en alemán)